# Xylamit

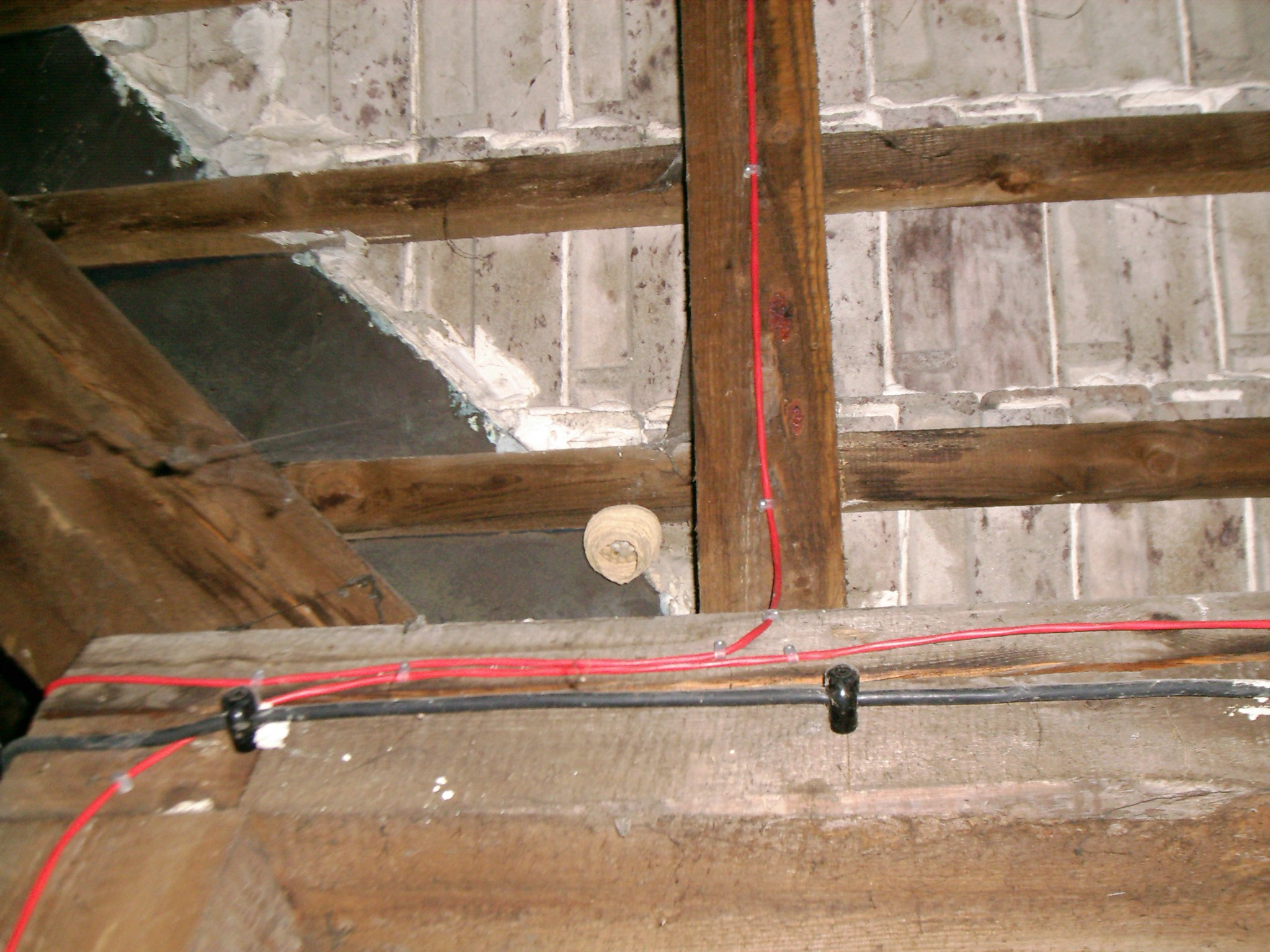
Belki impregnowane Xylamitem w 1976 r. Widoczne gniazdo os.

Xylamit (pot. ksylamit) – nazwa handlowa grupy płynnych środków chemicznych produkowanych w Polsce w latach 60., 70. i 80. XX w. i służących do impregnacji drewna budowlanego (płyty pilśniowe do obijania ścian, podłogi drewniane oraz belki konstrukcji dachowych, legary itp.), zabezpieczających przed rozwojem grzybów oraz larw drewnojadów. Xylamit jest środkiem ogólnotrującym, silnie szkodliwym dla ludzi i zwierząt (np. zabezpieczenie drewna Xylamitem uniemożliwia rozwój kolonii os przez ok. 30 lat). Producentem był Zakład Chemii Budowlanej ZZG INCO w Warszawie.

## RodzajeXylamitów
- ciemne
  - Popularny
  - Super
  - Super W
  - Xylocolor
- jasne
  - Stolarski
  - Żeglarski

## Skład chemiczny
Wszystkie Xylamity miały podobne właściwości chemiczne, różniąc się kolorem i odpornością na wymywanie. Najpopularniejszy i zarazem najtańszy, koloru brunatnego miał następujący skład chemiczny:
- chloronaftalen podestylacyjny – 8%
- chlorofenole regenerowane (mieszanina 2,4- i 2,6-dichlorofenoli oraz trichlorofenoli) – 5%
- olej opałowy – 87% jako nośnik.

## Zastosowanie i skutki zdrowotne
Xylamity na masową skalę zaczęto stosować od 1965 roku. Ich popularyzację prowadzono także za pomocą etykiet na zapałkach. Xylamity są bardzo skutecznymi środkami konserwującymi drewno, lecz wydzielają substancje o nieprzyjemnym zapachu i powodujące ból głowy. Początkowo sprawę lekceważono, licząc na przemijający charakter skutków ubocznych, jednak problemy zdrowotne ulegały nasileniu. U osób przez wiele lat narażonych na wdychanie oparów Xylamitu stopniowo występowały: pogorszenie ogólnego stanu zdrowia i samopoczucia, duszności, omdlenia, zaburzenia snu, nudności, wymioty. Niektóre chlorofenole (np. 2,4-dichlorofenol) mają stwierdzone właściwości rakotwórcze. W 1979 r. zaprzestano produkcji Xylamitów jasnych, a w 1986 – Xylamitów ciemnych. W roku 1987 Xylamity straciły atesty Państwowego Zakładu Higieny (Xylocolor w 1989), jednak stosowane były (nielegalnie) jeszcze w pierwszej połowie lat 90.
Obecność Xylamitu w pomieszczeniu sugerować może unosząca się w powietrzu nieprzyjemna, uciążliwa, dusząca, chemiczna, niekiedy bardzo intensywna woń przypominająca zapach ulatniającego się gazu, ustępująca po wietrzeniu, lecz stale powracająca. Czynnikiem ryzyka jest obecność w pomieszczeniu podłóg, boazerii i innych drewnianych elementów wykończenia wnętrz pochodzących z okresu przed 1993 r.

## Sposoby eliminacjiXylamituz otoczenia
- na zewnątrz budynku – zabezpieczyć stare drewno nowoczesnym impregnatem, nałożyć na jego wierzch najlepiej kilka warstw farby (dobrze kryjącej) – olejnej, ftalowej, chlorokauczukowej lub bitumicznej, bądź lakieru (olejnego, ftalowego) w celu uszczelnienia powłoki,
- wewnątrz budynku – doraźnie nałożyć na drewno kilka warstw farby bądź lakieru kryjącego (olejnego, ftalowego),
- najlepiej całkowicie i dokładnie usunąć stare drewniane elementy podłogi bądź ściany łącznie z podkładem tj. ślepą podłogą, legarami, podwalinami.

Prace związane z usuwaniem elementów zawierających Xylamit należy wykonywać z użyciem środków ochrony osobistej, czyli kombinezonu ochronnego np. polipropylenowy kombinezon malarski, rękawic (kauczukowe, neoprenowe lub nitrylowe) oraz okularów ochronnych i półmaski filtracyjnej (np. MP12/5, M3100) z pochłaniaczem o klasie ochrony co najmniej ABEK1.

## Identyfikacja chemiczna
- numer CAS: 70645-04-4